# Chechiș (okręg Sălaj)
Chechiș – wieś w Rumunii, w okręgu Sălaj, w gminie Bălan. W 2011 roku liczyła 637 mieszkańców.